# Communauté de communes Dronne et Belle
La communauté de communes Dronne et Belle (CCDB) est une structure intercommunale française située dans le pays Périgord vert, dans le département de la Dordogne, en région Nouvelle-Aquitaine.
Créée le 27 mai 2013, elle a pris effet au 1er janvier 2014, en fusionnant trois intercommunalités précédentes.

## Histoire
La création de la communauté de communes Dronne et Belle a été actée par l'arrêté préfectoral no 2013147-009 du 27 mai 2013, complété par l'arrêté no 2013282-0003 du 9 octobre 2013. 
Effective le 1er janvier 2014, elle est issue de la fusion de la communauté de communes du Brantômois, de la communauté de communes du Pays de Champagnac-en-Périgord et de la communauté de communes du Pays de Mareuil-en-Périgord. Ce nouvel ensemble comprend 31 communes, soit une population municipale de 11 502 habitants au recensement de 2013, sur un territoire de 504,19 km2.

## Territoire communautaire

### Géographie physique
Située au nord-ouest  du département de la Dordogne, la communauté de communes Dronne et Belle regroupe 16 communes et présente une superficie de 504,2 km2.

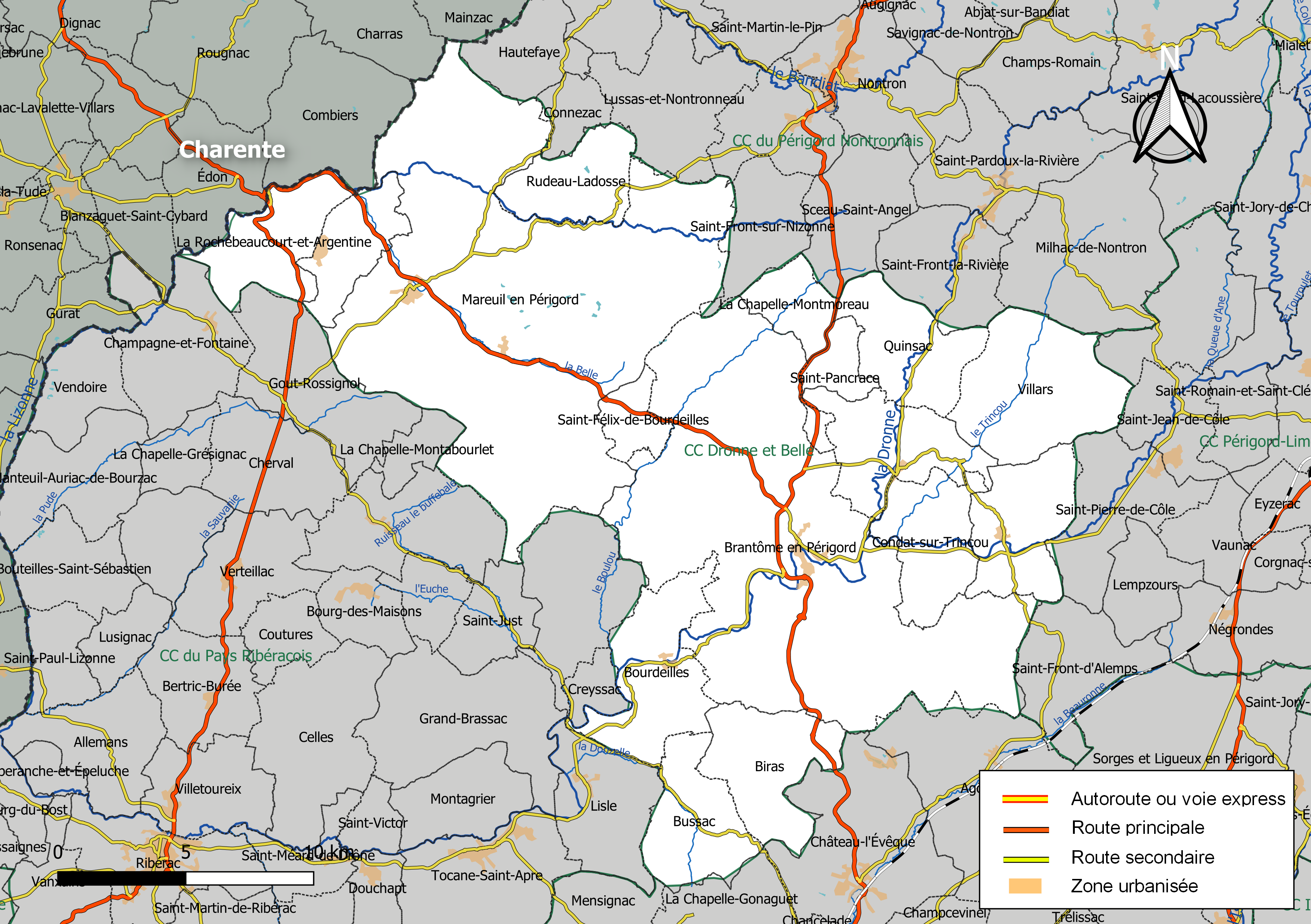
Carte de la communauté de communes Dronne et Belle au 1er janvier 2019.

### Composition

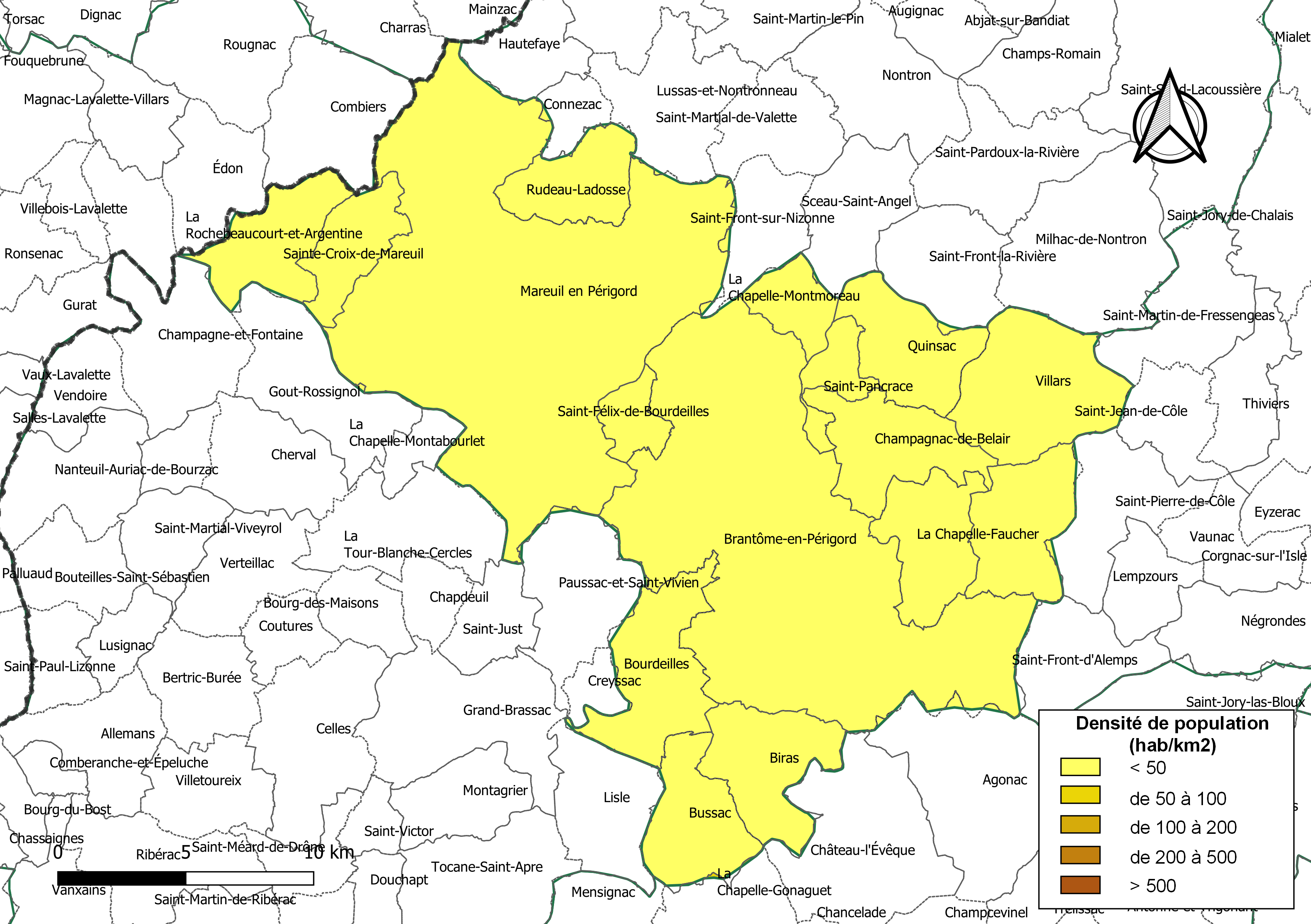
Carte des densités de population (millésimée 2016) des communes de la communauté de communes Dronne et Belle. Composition en communes au 1er janvier 2019.

En 2014-2015, la communauté de communes regroupait 31 communes. En 2016, il n'y en a plus que 30, consécutivement à la fusion de deux communes entraînant la création de la commune nouvelle de Brantôme en Périgord. 
Au 1er janvier 2017, la commune nouvelle de Mareuil en Périgord se substitue à neuf communes et leur nombre baisse à 22.
Au 1er janvier 2019, la commune nouvelle de Brantôme en Périgord s'élargit en englobant six communes ; le nombre de communes de l'intercommunalité descend à 16.
La communauté de communes est composée des 16 communes suivantes :

| Nom                            | Code Insee | Gentilé         | Superficie (km2) | Population (dernière pop. légale) | Densité (hab./km2) |
| ------------------------------ | ---------- | --------------- | ---------------- | --------------------------------- | ------------------ |
| Brantôme en Périgord (siège)   | 24064      |                 | 133,33           | 3 748 (2022)                      | 28                 |
| Biras                          | 24042      | Biracois        | 19,43            | 715 (2022)                        | 37                 |
| Bourdeilles                    | 24055      | Bourdeillais    | 21,85            | 793 (2022)                        | 36                 |
| Bussac                         | 24069      | Bussacois       | 16,84            | 385 (2022)                        | 23                 |
| Champagnac-de-Belair           | 24096      | Champagnacois   | 18,46            | 783 (2022)                        | 42                 |
| La Chapelle-Faucher            | 24107      | Chapellois      | 18,4             | 386 (2022)                        | 21                 |
| La Chapelle-Montmoreau         | 24111      | Chapellois      | 8,09             | 75 (2022)                         | 9,3                |
| Condat-sur-Trincou             | 24129      | Condacois       | 16,54            | 495 (2022)                        | 30                 |
| Mareuil en Périgord            | 24253      |                 | 150,48           | 2 316 (2022)                      | 15                 |
| Quinsac                        | 24346      | Quinsacais      | 17,37            | 384 (2022)                        | 22                 |
| La Rochebeaucourt-et-Argentine | 24353      | Beaucourtois    | 17,31            | 331 (2022)                        | 19                 |
| Rudeau-Ladosse                 | 24221      | Rudeaussois     | 13,74            | 154 (2022)                        | 11                 |
| Saint-Félix-de-Bourdeilles     | 24403      | Saint Féliciens | 6,06             | 70 (2022)                         | 12                 |
| Saint-Pancrace                 | 24474      |                 | 6,69             | 150 (2022)                        | 22                 |
| Sainte-Croix-de-Mareuil        | 24394      |                 | 11,93            | 144 (2022)                        | 12                 |
| Villars                        | 24582      | Villarsois      | 27,67            | 464 (2022)                        | 17                 |

### Démographie
Le tableau et le graphique ci-dessous correspondent au périmètre actuel de la communauté de communes Dronne et Belle, qui n'a été créée qu'en 2014.
| 1968   | 1975   | 1982   | 1990   | 1999   | 2008   | 2013   | 2019   |
| ------ | ------ | ------ | ------ | ------ | ------ | ------ | ------ |
| 11 560 | 11 156 | 11 077 | 11 045 | 10 885 | 11 471 | 11 502 | 11 222 |

## Politique et administration

### Siège
Le siège de la communauté de communes est à Champagnac-de-Belair, Avenue Ferdinand-Beyney.

### Élus
La communauté de communes est administrée par son Conseil communautaire, composé initialement de 47 conseillers communautaires, qui sont des conseillers municipaux représentant chacune des communes membres, répartis, à compter du renouvellement des conseils municipaux de mars 2014, comme suit en fonction de leur population :
- 25 communes disposent d'un siège ;
- 3 communes en ont deux (Biras, Champagnac-de-Belair et Condat-sur-Trincou) ;
- Bourdeilles en a trois ;
- Mareuil élit quatre conseillers communautaires ;
- Brantôme dispose de neuf sièges[7].

Le conseil communautaire du 15 avril 2014 a élu son nouveau président, Jean-Paul Couvy, maire de Monsec, ses 9 vice-présidents, ainsi que les autres membres du bureau, qui constituent l'exécutif de l'intercommunalité pour le mandat 2014-2020.
Les vice-présidents sont : 
1. M. Claude Martinot, (1er maire-adjoint de Brantôme, délégué au tourisme et au développement touristique ;
2. Jean-Claude Fagete, maire de Champagnac, délégué à la culture, à la médiathèque et aux bibliothèques ;
3. Alain Ouiste, maire de Mareuil, délégué à l'enfance, la jeunesse et au périscolaire ;
4. Pascal Mazouaud, maire de Valeuil, délégué au développement économique et numérique ;
5. Olivier Chabreyrou, maire de Bourdeilles, délégué au CIAS, au social et à la santé ;
6. Gérard Combealbert, maire de Champeaux, délégué à l'administration générale et aux finances ;
7. Jean-Jacques Lagarde, maire de La Gonterie, déléguée à la voirie ;
8. Jean-Pierre Grolhier, maire de Villars, délégué au développement durable, à l'urbanisme et au SPANC ;
9. Jean-Robert Ravon, maire de Léguillac, délégué aux bâtiments et au patrimoine.

Les autres membres du bureau sont Monique Ratinaud (en sa qualité de maire de Brantôme, chef-lieu de canton) et Christian Mazière (conseiller général).
À la suite de la démission du maire de Condat-sur-Trincou en février 2018 (et de l'élection du nouveau maire en avril suivant), la recomposition du conseil s'effectue selon les termes de la loi du 9 mars 2015. Depuis, deux communes nouvelles, Brantôme en Périgord et Mareuil en Périgord, ont remplacé onze anciennes communes. De ce fait, le nouveau conseil communautaire ne comporte plus que 37 conseillers, soit dix de moins (cinq pour Mareuil en Périgord, deux pour Brantôme en Périgord, un pour Bourdeilles et Condat-sur-Trincou).
Au renouvellement des conseils municipaux de mars 2020, le conseil communautaire de la communauté de communes se compose de 32 délégués représentant chacune des communes membres et élus pour une durée de six ans.
Ils sont répartis comme suit :
| Nombre de délégués | Communes                          |
| ------------------ | --------------------------------- |
| 10                 | Brantôme en Périgord              |
| 6                  | Mareuil en Périgord               |
| 2                  | Bourdeilles, Champagnac-de-Belair |
| 1                  | chacune des 12 autres communes    |

### Liste des présidents
| Période                            | Période    | Identité           | Étiquette | Qualité                                                  |
| ---------------------------------- | ---------- | ------------------ | --------- | -------------------------------------------------------- |
| janvier 2014                       | avril 2014 | Olivier Chabreyrou | PS        | Assistant parlementaire Maire de Bourdeilles (2008-2020) |
| avril 2014 (réélu en juillet 2020) | En cours   | Jean-Paul Couvy    | PS        | Maire de Monsec (1995-2016)                              |

### Compétences
L'intercommunalité exerce les compétences qui lui sont déléguées par les communes membres.
Il s'agit de  l'aménagement de l'espace, des actions de développement économique, des nouvelles technologies de l'information et de la communication, de soutien à l'emploi, de la protection et la mise en valeur de l'environnement, de la politique du logement et du cadre de vie, de la création, l'aménagement et l'entretien de la voirie, de la construction, l'entretien et le fonctionnement d'équipements, de  l'action sociale, de la politique enfance-jeunesse, de la maison de santé et tout ou partie de l'assainissement non collectif. 